# Yokosuka
Yokosuka (横須賀市, Yokosuka-shi) is een stad (shi) in de Japanse prefectuur Kanagawa. Op 1 april 2009 had de stad naar schatting 418.870 inwoners en een bevolkingsdichtheid van 4160 bewoners per km². Het totale gebied beslaat 100,68 km². De stad bevindt zich in de monding van de baai van Tokio op het schiereiland Miura en strekt zich uit over het schiereiland naar de baai van Sagami.

## Geschiedenis

### Heianperiode
In 1063 bouwde Muraoka Tamemichi het kasteel van Kinugasa op de plaats waar nu Yokosuka ligt. Hij nam de achternaam Miura aan. Het kasteel ging verloren tijdens de Slag om Kinugasa in 1180. Miura Yoshiaki stierf tijdens deze slag.

### Kamakuraperiode
Hōjō Tokiyori versloeg in 1247 de Miura-clan. Leden van de familie Sawara namen de achternaam Miura aan en sloten een bondgenootschap met de Hōjō.
In 1253 begon Nichiren les te geven in het gebied.

### Sengokuperiode
De Miura-clan werd in 1518 vernietigd, na een aanval van Hōjō Sōun op het Kasteel Arai. Miura Yoshimoto pleegde hierbij zelfmoord.
Tokugawa Ieyasu nam in 1590 op bevel van Toyotomi Hideyoshi de macht over in de regio Kanto, inclusief Yokosuka.

### Edoperiode
De avonturier William Adams was in 1600 de eerste Brit die voet aan land zette in Japan. Hij arriveerde in Uraga aan boord van het Nederlandse schip De Liefde. In 1612 kreeg hij de titel samoerai en een stuk land binnen de grenzen van het huidige Yokosuka. Hij trouwde met Oyuki, de dochter van de samoerai Magome Kageyu.
In 1720 richtte het Tokugawa-shogunaat in Uraga een gouverneurschap (浦賀奉行所, Uraga bugyōsho) op. Om de baai van Tokio te beschermen, richtten ze in 1842 ook een buitenpost op in Ōtsu.
In 1853 arriveerde de Amerikaanse commodore Matthew Calbraith Perry in de baai van Tokio met zijn vloot van zwarte schepen. Hij kwam aan land vlak bij het hedendaagse Yokosuka. Zijn komst betekende het einde van een periode waarin Japan zich had afgesloten voor het Westen.
De ijzergieterij van Yokosuka werd gebouwd in 1865. De Franse ingenieur Léonce Verny hield in de 10 jaar erna toezicht op de ontwikkeling van scheepswerven. In Yokosuka werd de allereerste moderne scheepswerf van Japan opgericht. De bouw van de werf vormde de eerste stap in de modernisatie van de Japanse industrie. Later volgden andere moderne bouwwerken zoals het Hashirimizu-kanaal, ijzergieterijen, steenfabrieken en technische scholen.

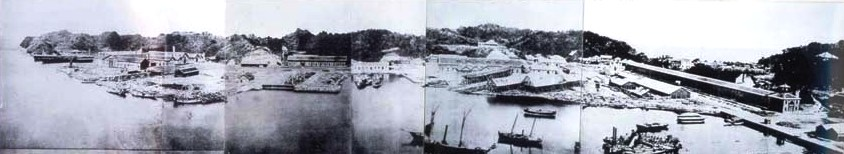
Constructie van de scheepswerf van Yokosuka c.1870

### Meijiperiodeen later
Yokosuka werd op 15 februari 1907 een stad (shi). De stad had toen 62.876 inwoners.
Yokosuka zou een van de belangrijkste scheepswerven worden van de Japanse Keizerlijke Marine. Er werden slagschepen gebouwd zoals de Yamashiro en vliegdekschepen zoals de Hiryu en Shokaku. Op de technische luchtbasis van de marine in Yokosuka werden tevens vliegtuigen voor de marine ontwikkeld.
Tussen 1938 en 1945 werden onder de basis meer dan 260 kunstmatige grotten en 20 verschillende tunnelnetwerken gebouwd. In totaal is men op de hoogte van zo’n 27 kilometer aan tunnels onder de basis. Er zijn nog meer tunnels verspreid in Yokosuka en omgeving. Tijdens de oorlog dienden deze tunnels als werkplaats voor geheime projecten en als bescherming tegen luchtaanvallen. In de tunnels bevonden zich onder andere een ziekenhuis voor 500 man, een elektriciteitscentrale en een duikbootwerf voor kleine onderzeeboten. Tijdens de oorlog werden de tunnels door 800 mensen bewoond. Elke marine-afdeling moest zijn eigen tunnels aanleggen.
De marinebasis wordt sinds 1945 ook gebruikt door de Amerikanen. Het is de grootste marinebasis in Japan.

### Heiseiperiode

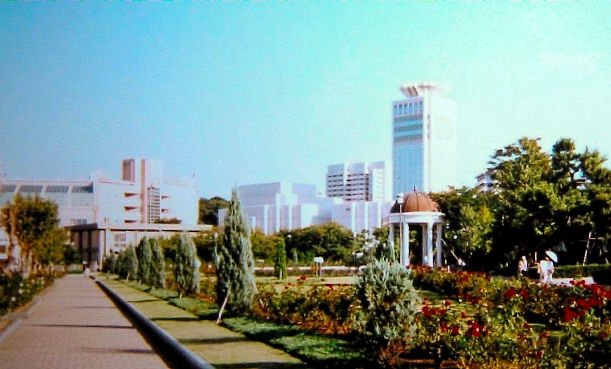
Uitzicht op Yokosuka vanuit Verny Park.

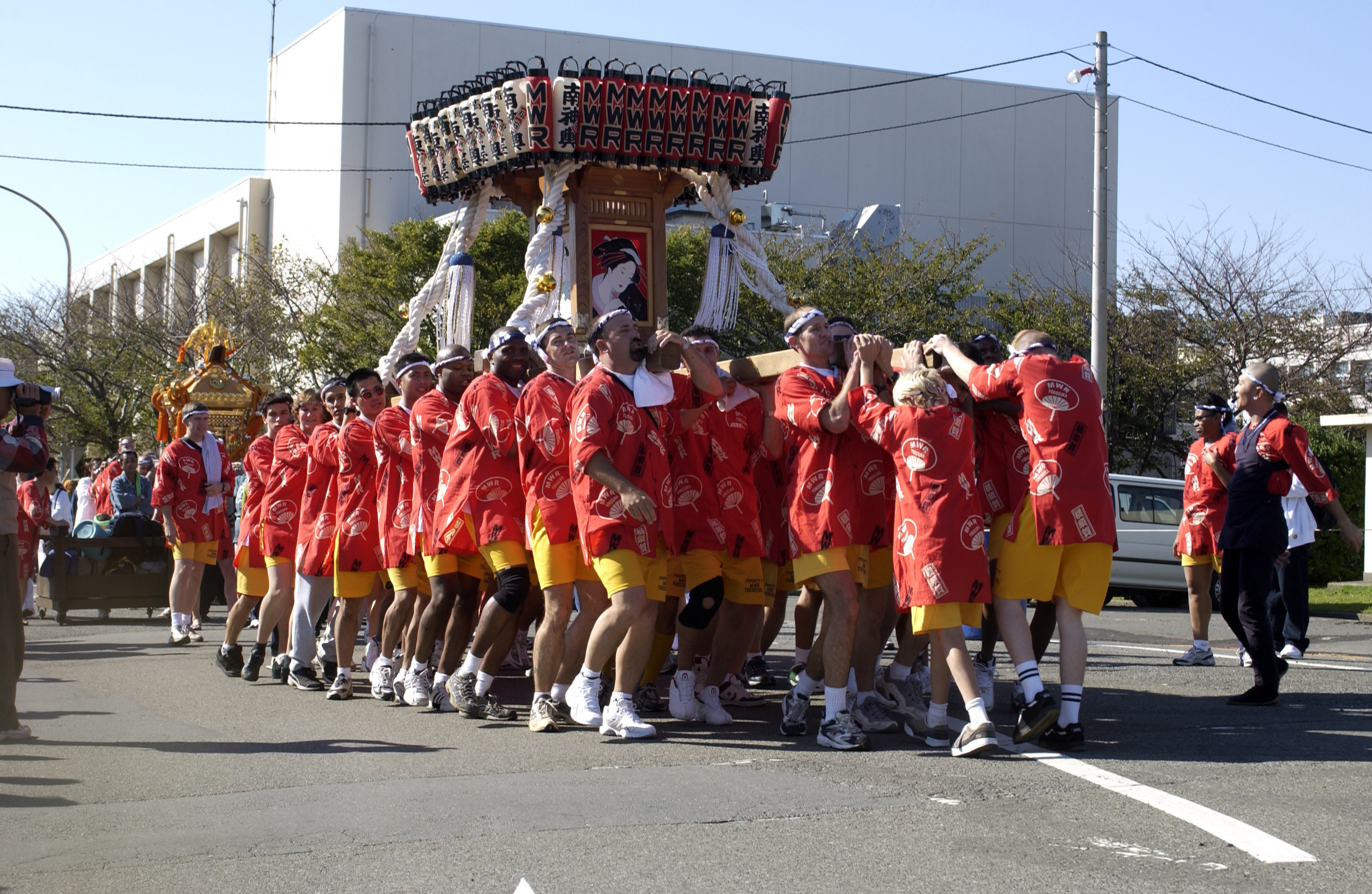
Amerikaanse mariniers met een traditioneel draagbaar altaar in Yokosuka.

Sinds 1 april 2001 heeft Yokosuka de status van kernstad (中核市, chūkaku-shi).
Medio 2009 had de stad naar schatting 418.870 inwoners en een bevolkingsdichtheid van 4160 bewoners per km². Het totale gebied beslaat 100,68 km². Het is de 11e meest bevolkte stad van Groot-Tokio en de op elf na grootste stad in Kanto.
Yokosuka is momenteel een van de grootste militaire zeehavens die wordt gedeeld door de United States Navy en de Marinecomponent van de Japanse Zelfverdedigingstroepen. De USS George Washington heeft momenteel zijn thuishaven in de marinebasis van Yokosuka.
Net buiten de marinebasis bevindt zich The Honch, een belangrijk centrum voor winkelen en nachtleven van Yokosuka. Het is een populaire attractie voor toeristen en zeelui.

## Onderwijs
De basisscholen en de lagere middelbare scholen worden beheerd door de gemeente. De openbare middelbare scholen, waaronder de middelbare school van Yokosuka worden beheerd door de prefectuur.

## Bezienswaardigheden

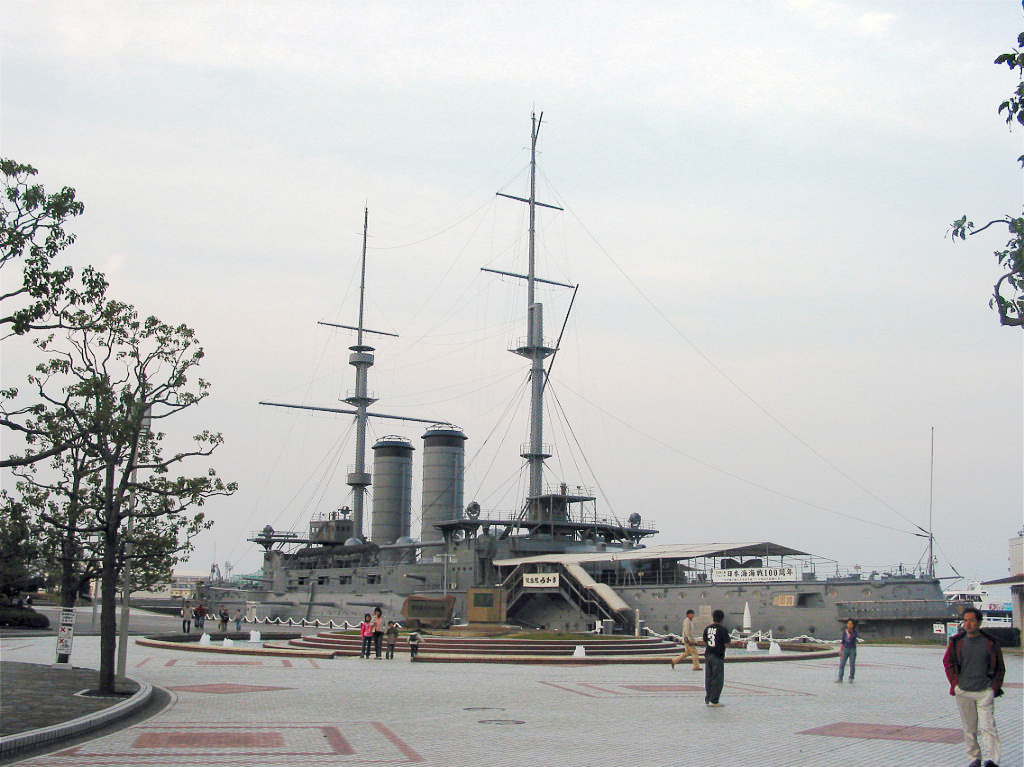
Het enige bewaard gebleven pre-Dreadnought slagschip ter wereld: de Mikasa in Yokosuka.

- Het park Mikasa (三笠公園, Mikasa Kōen)
- Het enige bewaard gebleven pre-Dreadnought slagschip ter wereld: de Mikasa

## Economie
Veel auto’s van Nissan en Infiniti, zoals de Nissan Maxima en Infiniti G20, zijn gebouwd in de Oppama-fabriek (追浜工場) in Yokosuka. De fabriek zou een belangrijke rol hebben gespeeld bij de heropleving van Nissan. De fabriek is te bezoeken, er worden geregeld rondleidingen georganiseerd.

## Militaire basis
In de stad is het hoofdkwartier van de Japanse Maritieme Zelfverdedigingstroepen en een grote marinebasis gevestigd.

## Vervoer
- JR East: Yokosuka-lijn (richting Tokio)
  - Station Taura
  - Station Yokosuka
  - Station Kinugasa
  - Station Kurihama
- Keikyū :
  - Keikyū hoofdlijn (richting Tokio)
    - Station Oppama
    - Station Keikyū Taura
    - Station Anjinzuka
    - Station Hemi
    - Station Shioiri
    - Station Yokosuka-chūō
    - Station Kenritsudaigaku
    - Station Horinouchi
    - Station Keikyū Ōtsu
    - Station Maborikaigan
    - Station Uraga

  - Kurihama-lijn (richting Miura)
    - Station Shin-ōtsu
    - Station Kitakurihama
    - Station Keikyū Kurihama
    - Station YRP Nobi
    - Station Keikyū Nagasawa
    - Station Tsukuihama

### Bus
- Keihin Express Bus

### Weg
- Yokosuka ligt aan de Yokohama Yokosuka Road, de ringweg rond Yokohama (afritten 7-11) en aan de autowegen 16, 134 en 357. Yokosuka ligt tevens aan de prefecturale wegen 24-28,208-214 en 217.

### Haven
- Haven van Yokosuka

## Aangrenzende steden en gemeenten
- Yokohama
- Zushi
- Miura
- Hayama

## Geboren in Yokosuka
- Junichiro Koizumi (1942), premier van Japan (2001-2006)
- Hideto Matsumoto (1964-1998), die onder de naam "hide" de leadgitarist was van de band X Japan
- Kikuko Inoue (1964), stemactrice en zangeres
- Koji Kumeta (1967), mangaka
- Yosuke Kubozuka (1979), acteur
- Josh Kelly (1982), Amerikaans acteur
- Junya Ito (1993),voetballer Stade de Reims (ex-KRC Genk)

## Stedenbanden
Yokosuka heeft de volgende partnersteden:
- Aizuwakamatsu (Japan), sinds 2005
- Brest (Frankrijk), sinds 1970
- City of Fremantle (Australië), sinds 1979
- Corpus Christi (Verenigde Staten), sinds 1962
- Medway (Verenigd Koninkrijk), sinds 1998
- Bharatpur (Nepal), sinds 2023

## Trivia
- Yokosuka is tevens bekend als de locatie waarop het Sega-videospel Shenmue zich afspeelt en de eerste grote ramp in Front Mission 3.